# Alexandre Friedmann
Pour les articles homonymes, voir Friedmann.
Alexandre Friedmann (en russe : Александр Александрович Фридман, Aleksandr Aleksandrovitch Fridman), né à Saint-Pétersbourg le 16 juin 1888 et mort à Léningrad le 16 septembre 1925, est un physicien et mathématicien russe. Son père est danseur de ballet et sa mère pianiste.
Âgé de 17 ans, il soumet au très célèbre et influent mathématicien allemand David Hilbert, un article portant sur les nombres de Bernoulli. Accepté par le maître, l'article fera l’objet d’une publication dans la prestigieuse revue scientifique Les Annales de mathématiques (en allemand : Mathematische Annalen) en 1906.
Brillant élève diplômé de l'université de Saint-Pétersbourg (dès 1910 à l'âge de vingt-deux ans), il enseigne ensuite au Collège des Mines de Saint-Pétersbourg puis combat durant la Première Guerre mondiale comme grenadier (1914-1918), devient professeur à l'université de Perm de 1918 à 1920, et enfin à Petrograd de 1920 à 1924, où il enseigne la physique et les mathématiques.
Quand Friedmann découvre la théorie de la relativité générale d'Einstein en 1922, il entreprend dès lors d'en chercher les solutions exactes. Il entrevoit le premier que cette théorie mêlant gravitation, temps et espace, permet l'étude de la structure de l'univers dans son ensemble.
Il découvre que les équations d'Einstein permettent la description d'un univers en évolution et introduit pour la première fois l'idée d'un univers en expansion. L'article fondateur de la cosmologie non-statique est publié en juin 1922. Friedmann y décrit trois types d'évolution dans le temps de l'Univers, impliquant notamment une singularité initiale. Il poursuit son raisonnement dans un deuxième article publié en 1924.
Une violente controverse oppose à distance Friedmann à Albert Einstein, qui refusera longtemps un univers non-statique.
Alexandre Friedmann est l'un des trois « pères » de l'expansion de l'univers, avec Georges Lemaître et George Gamow, un de ses élèves (voir la métrique de Friedmann-Lemaître-Robertson-Walker).
Il meurt précocement en 1925 de la fièvre typhoïde, contractée lors d'un séjour en Crimée.
Les équations de Friedmann, décrivant la dynamique de l'expansion de l'Univers dans le cas où celui-ci serait homogène et isotrope, sont nommées en son honneur.